# Pak Sung-hyok
Pak Sung-hyok (en hangul: 박승혁; Pionyang, Corea del Norte, 30 de mayo de 1990) es un futbolista norcoreano que juega como defensa o centrocampista en el Sobaeksu Sports Group de la Liga de fútbol de Corea del Norte.

## Selección nacional
Ha sido internacional en tres ocasiones con la selección de fútbol de Corea del Norte y fue incluido en la lista para disputar la Copa del Mundo de 2010.

### Participaciones en Copas del Mundo
| Mundial                        | Sede      | Resultado      | Partidos | Goles |
| ------------------------------ | --------- | -------------- | -------- | ----- |
| Copa Mundial de Fútbol de 2010 | Sudáfrica | Fase de grupos | 0        | 0     |

## Clubes
| Club     | País            | Año   |
| -------- | --------------- | ----- |
| Sobaeksu | Corea del Norte | 2009- |

## Palmarés

### Campeonatos nacionales
| Título       | Club     | País            | Año  |
| ------------ | -------- | --------------- | ---- |
| Copa Hwaebul | Sobaeksu | Corea del Norte | 2017 |